# Ilka Štuhec
Ilka Štuhec (Slovenj Gradec, 26 oktober 1990) is een Sloveense alpineskiester. De wereldkampioene afdaling van 2017 en 2019, won de wereldbeker op de afdaling en Super G in het seizoen 2016/2017.

## Carrière
Štuhec maakte haar wereldbekerdebuut in maart 2007 in Lenzerheide. Een jaar later scoorde de Sloveense in Crans-Montana haar eerste wereldbekerpunten. In december 2011 behaalde ze in Lake Louise haar eerste toptienklassering in een wereldbekerwedstrijd. Op de wereldkampioenschappen alpineskiën 2013 in Schladming eindigde Štuhec als zesde op de Super G. Tijdens de Olympische Winterspelen van 2014 in Sotsji eindigde de Sloveense als tiende op de afdaling. In Beaver Creek nam ze deel aan de wereldkampioenschappen alpineskiën 2015. Op dit toernooi eindigde ze als zevende op de supercombinatie.
In december 2016 boekte Štuhec in Lake Louise haar eerste van zeven wereldbekerzeges in dit seizoen. Door haar succes werd ze al de opvolgster van landgenote Tina Maze genoemd. In Sankt Moritz, in februari 2017, werd Štuhec  wereldkampioene op de afdaling, voor de Oostenrijkse Stephanie Venier en de Amerikaanse Lindsey Vonn. Daarnaast eindigde ze als elfde op de Super G. In de wereldbeker won Štuhec het eindklassement van de afdaling en de combinatie. Op de Super G werd ze tijdens de laatste wedstrijd voorbijgestoken door de Liechtensteinse Tina Weirather. Štuhec werd tweede in het algemeen eindklassement, achter de op de slalom en reuzenslalom dominante Mikaela Shiffrin.
Op 22 oktober 2017 scheurde de Sloveense de voorste kruisband van haar linkerknie. Hierdoor miste ze het complete seizoen 2017/2018 en de Olympische Winterspelen 2018 in Pyeongchang.
In december 2018 kwam Štuhec sterk terug door de afdaling en Super G in Val Gardena te winnen. Tijdens de wereldkampioenschappen in Åre won ze opnieuw goud, dit keer voor de Zwitserse Corinne Suter en Lindsey Vonn. Het was voor het eerst sinds Maria Walliser in 1989, dat iemand de WK-titel op de afdaling prolongeerde. Twee weken later scheurde ze opnieuw een kruisband.
Tijdens het wereldbekerseizoen 2022/2023 won Štuhec zilver in het eindklassement van de afdaling, mede dankzij winst in Cortina d'Ampezzo en Soldeu.

## Resultaten

### Olympische Winterspelen
| Jaar | Plaats | Resultaten                                                    |
| ---- | ------ | ------------------------------------------------------------- |
| 2014 | Sotsji | 10e Afdaling 13e Super G 31e Reuzenslalom DNF Supercombinatie |
| 2022 | Peking | 22e Afdaling                                                  |

### Wereldkampioenschappen
| Jaar | Plaats             | Resultaten                                                        |
| ---- | ------------------ | ----------------------------------------------------------------- |
| 2013 | Schladming         | 6e Super G 19e Afdaling 32e Reuzenslalom DNF Supercombinatie      |
| 2015 | Beaver Creek       | 7e Supercombinatie 17e Super-G 20e Afdaling 25e Reuzenslalom      |
| 2017 | Sankt Moritz       | Afdaling · 11e Super G · DNF Alpine combinatie · DNF Reuzenslalom |
| 2019 | Åre                | Afdaling · 8e Super G · 10e Alpine combinatie                     |
| 2021 | Cortina d'Ampezzo  | 14e Afdaling 25e Super G                                          |
| 2023 | Courchevel-Méribel | 6e Afdaling 12e Super G DNF Alpine combinatie                     |
| 2025 | Saalbach           | 9e Teamcombinatie 11e Afdaling 22e Super G                        |

### Wereldbeker
Eindklasseringen
| Seizoen   | Algm   | AD     | SL  | RS  | SG     | SC   |
| --------- | ------ | ------ | --- | --- | ------ | ---- |
| 2007/2008 | 89e    | 44e    | –   | –   | –      | 26e  |
|           |        |        |     |     |        |      |
| 2011/2012 | 81e    | 27e    | –   | –   | –      | –    |
| 2012/2013 | 59e    | 25e    | –   | –   | 36e    | 15e  |
| 2013/2014 | 44e    | 28e    | –   | 47e | 17e    | –    |
| 2014/2015 | 41e    | 22e    | –   | –   | 28e    | –    |
| 2015/2016 | 33e    | 25e    | –   | –   | 12e    | 29e  |
| 2016/2017 | Zilver | Goud   | 35e | 34e | Zilver | Goud |
|           |        |        |     |     |        |      |
| 2018/2019 | 10e    | 4e     | –   | 46e | 11e    | –    |
| 2019/2020 | 32e    | 15e    | –   | –   | 28e    | –    |
| 2020/2021 | 42e    | 14e    | –   | –   | 40e    |      |
| 2021/2022 | 53e    | 21e    | –   | –   | –      |      |
| 2022/2023 | 11e    | Zilver | –   | –   | 30e    |      |
| 2023/2024 | 29e    | 8e     | –   | –   | 26e    |      |
| 2024/2025 | 42e    | 12e    | –   | –   | 24e    |      |

Wereldbekerzeges
| Datum            | Plaats            | Onderdeel         |
| ---------------- | ----------------- | ----------------- |
| 2 december 2016  | Lake Louise       | Afdaling          |
| 3 december 2016  | Lake Louise       | Afdaling          |
| 16 december 2016 | Val-d'Isère       | Alpine combinatie |
| 17 december 2016 | Val-d'Isère       | Afdaling          |
| 29 januari 2017  | Cortina d'Ampezzo | Super G           |
| 25 februari 2017 | Crans-Montana     | Super G           |
| 15 maart 2017    | Aspen             | Afdaling          |
| 18 december 2018 | Val Gardena       | Afdaling          |
| 19 december 2018 | Val Gardena       | Super G           |
| 21 januari 2023  | Cortina d'Ampezzo | Afdaling          |
| 15 maart 2023    | Soldeu            | Afdaling          |